# Вале Сант'Анђело (Терамо)
Вале Сант'Анђело (итал. Valle Sant'Angelo) је насеље у Италији у округу Терамо, региону Абруцо.
Према процени из 2011. у насељу је живело 32 становника. Насеље се налази на надморској висини од 497 м.